# Zemianske Kostoľany
Zemianske Kostoľany este o comună slovacă, aflată în districtul Prievidza din regiunea Trenčín, pe malul râului Nitra. Localitatea se află la altitudinea de 185 m deasupra n.m., se întinde pe o suprafață de 12,77 km2 și în 2017 număra 1.781 de locuitori.

## Istoric
Localitatea Zemianske Kostoľany este atestată documentar din 1331.

## Demografie
| An:                | 1994 | 2004   | 2014   | 2024   |
| ------------------ | ---- | ------ | ------ | ------ |
| Număr de persoane: | 1656 | 1683   | 1741   | 1699   |
| Diferență:         |      | +1,63% | +3,44% | −2,41% |

| An:                | 2023 | 2024   |
| ------------------ | ---- | ------ |
| Număr de persoane: | 1724 | 1699   |
| Diferență:         |      | −1,45% |